# Phespia gibbosa
Phespia gibbosa là một loài bọ cánh cứng trong họ Cerambycidae.